# 利兹音乐学院
利兹音乐学院（Leeds Conservatoire）是英国最大的音乐学院。这里有全职学生1000名和2000名兼职学生。专业的利兹音乐学院可以提供从BTEC学习到本科学习以至硕士学习的高等教育。它可以为学生们提供一个难得的学习机会。
最重要的是学生在具有活力并有创造性的氛围下接受教师的教导。学院为每一个学生提供最好的教育和训练，发掘他们最大的潜力以及帮助他们完成其专业的音乐家生涯。

## 历史
利兹音乐学院的前身是1965年的利兹音乐中心。这个音乐中心为城市提供了一系列的音乐活动1971年，这个中心变为利兹城市音乐学院。1997年改名为利兹音乐学院，并迁移到现址--Quarry Hill。
利兹音乐学院是英国第一所设立了爵士乐课程的学院，一直维持着爵士乐教学的领导地位和名誉。它在几年的时间中发展出了音乐的多样性。同时学院仍致力于得到世界爵士乐的高度赞扬。
利兹的另一盛事是现正举行的利兹国际爵士乐讨论会十一周年庆典，也是英国此类活动的盛事。这吸引了许多国际上的音乐家，学者，表演者的参与。讨论会给学生以及各代表提供了一个欣赏和思考爵士乐的好机会。
利兹是音乐遗产丰富的城市，学院借此地位而受益良多。利兹著名于全世界的是国际钢琴比赛，由学院高级钢琴演奏的硕士导师--Fanny Waterman在1963年创立。